# Drishane Castle
Drishane Castle (irisch: Caisleán an Driseáin) ist ein Tower House 2,2 km nordöstlich von Millstreet am Südufer des Munster Blackwater im irischen County Cork. Das National Monument ließen ursprünglich die MacCarthys errichten.

## Geschichte
Drishane Castle ließen die MacCarthys (irisch: Mac Cárthaigh) in den Jahren 1436–1450 erbauen. Vermutlich erteilte Diarmuid Mór, der zweite Sohn von Tadhg (König von Desmond 1390–1428) dazu den Auftrag. Tadhg, Sohn des Owen (Eoghan), gehörte die Burg 1592; er gab sie an Königin Elisabeth I. und erhielt sie von ihr wieder zurück. Dessen Sohn, ebenfalls Owen, war noch bis zu seinem Tod 1637 in Besitz der Burg.
Alle Ländereien der MacCarthys waren nach den irischen Konföderationskriegen (1641–1653) an die Krone verwirkt, wurden aber 1660 an Conough MacCarthy, 1. Earl of Clancarty, zurückgegeben, als König Karl II. auf den englischen Thron kam.
Die MacCarthys verloren nach dem Krieg der zwei Könige (1689–1691) erneut ihre Ländereien. Das Land fiel an die Hollow Sword Blade Company, die es 1709 an Henry Wallis weiterverkaufte. Die Wallis’ nahmen es 1728 voll in Besitz. Während des Fenier-Aufstandes 1867 wurde Drishane Castle mit einer Garnison belegt. Es blieb bis 1882 in den Händen der Familie Wallis und gehörte später Patrick Stack. 1909 wurde die Burg ein Konvent der Schwestern des Jesuskindes, die bis 1992 dort ein weiterführendes Internat für Mädchen betrieben. Dann kaufte die Familie Duggan Drishane Castle, das in ein Zentrum für Asylbewerber umgewandelt wurde.

## Beschreibung

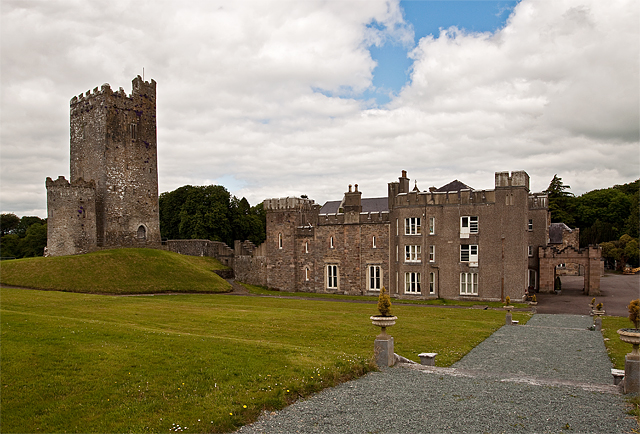
Drishane Castle neben dem Landhaus der Wallis’

Das Tower House ist 22 Meter hoch. Es ist aus Stein erbaut und hat vier Stockwerke mit schmalen Schießscharten. Auf dem Dach befinden sich „irische“ Zinnen. Neben dem Tower House steht ein kleiner Rundturm.